# Sjumen (provins)
Sjumen er en af de 28 provinser i Bulgarien, beliggende i den nordøstlige del af landet, grænsende til syv andre af landets provinser, blandt andet Varna og Burgas. Provinsen har et areal på 3.390 kvadratkilometer og et indbyggertal (pr. 2009) på 205.198.Folketællingen 7. september 2021 viste et indbyggertal på 151.465 i provinsen. Klik på referencen i indledningen i artiklen om Bulgarien for resultat af folketælling.
Sjumens hovedstad er byen Sjumen, der med sine ca. 93.000 indbyggere også er provinsens største by. Af andre store byer kan nævnes Novi Pazar (ca. 17.000 indbyggere) og Veliki Preslav (ca. 10.000 indbyggere). Provinsen har et stort tyrkisk mindretal, der udgør næsten 30 procent af den samlede befolkning.